# 渥美政勝
渥美 政勝（あつみ まさかつ）は、江戸時代前期の江戸幕府旗本、越後高田藩士。

## 略歴
三河国渥美郡出身の武士・渥美友重の子。母は徳川氏の家臣・高木広正の娘。友重は徳川家康の家臣だったが一時追放されて浪人していたため、最初は伊達政宗に仕え、「政」の偏諱を与えられて高木政勝と称した。次いで安房館山藩主里見氏に仕えた。慶長20年（1615年）大坂城攻撃のために上洛した徳川秀忠に初めて謁見し、そのまま大坂夏の陣に従軍。元和2年（1616年）からは秀忠の嫡男・家光附きとなる。元和9年（1623年）家光の上洛に従軍。その後、上総国内に500石を与えられ、馬預を務めた。
父友重は寛永元年（1624年）より越後高田藩に仕えて家老となっていたが、正保元年（1644年）政勝はその継嗣として高田藩に与力させられ、旗本としては次子・友勝が分家して家督に据えられることとなった。寛文5年（1665年）に79歳で没。